# Pasithea caerulea
Pasithea caerulea (Ruiz & Pav.) D.Don, 1832 è una pianta erbacea della famiglia Asphodelaceae, originaria del Perù e del Cile. È l'unica specie nota del genere Pasithea D.Don.